# One More Night (Maroon 5)
One more night is een single van de Amerikaanse poprockband Maroon 5. Het nummer werd uitgebracht in juni 2012 en is het tweede nummer van het album Overexposed.

## Videoclip
De bijbehorende videoclip werd geregisseerd door Peter Berg. Hierin zijn Adam Levine en Minka Kelly te zien. Hierin is te zien hoe de twee een huishouden voeren, samen met een baby. Het zit niet lekker tussen de twee. Adam oefent voor een bokswedstrijd. Wanneer hij naar de wedstrijd gaat pakt zijn vriendin haar koffer. Adam wint de wedstrijd maar treft bij thuiskomst een leeg huis aan.

## Hitnoteringen

### Nederlandse Top 40
| Hitnotering: 07-07-2012 t/m 24-11-2012 | Hitnotering: 07-07-2012 t/m 24-11-2012 | Hitnotering: 07-07-2012 t/m 24-11-2012 | Hitnotering: 07-07-2012 t/m 24-11-2012 | Hitnotering: 07-07-2012 t/m 24-11-2012 | Hitnotering: 07-07-2012 t/m 24-11-2012 | Hitnotering: 07-07-2012 t/m 24-11-2012 | Hitnotering: 07-07-2012 t/m 24-11-2012 | Hitnotering: 07-07-2012 t/m 24-11-2012 | Hitnotering: 07-07-2012 t/m 24-11-2012 | Hitnotering: 07-07-2012 t/m 24-11-2012 | Hitnotering: 07-07-2012 t/m 24-11-2012 | Hitnotering: 07-07-2012 t/m 24-11-2012 |
| Week:                                  | 1                                      | 2                                      | 3                                      | 4                                      | 5                                      | 6                                      | 7                                      | 8                                      | 9                                      | 10                                     | 11                                     |                                        |
| -------------------------------------- | -------------------------------------- | -------------------------------------- | -------------------------------------- | -------------------------------------- | -------------------------------------- | -------------------------------------- | -------------------------------------- | -------------------------------------- | -------------------------------------- | -------------------------------------- | -------------------------------------- | -------------------------------------- |
| Positie:                               | 36                                     | 31                                     | 29                                     | 21                                     | 15                                     | 15                                     | 20                                     | 20                                     | 21                                     | 22                                     | 22                                     |                                        |
| Week:                                  | 12                                     | 13                                     | 14                                     | 15                                     | 16                                     | 17                                     | 18                                     | 19                                     | 20                                     | 21                                     |                                        |                                        |
| Positie:                               | 22                                     | 30                                     | 32                                     | 29                                     | 21                                     | 21                                     | 22                                     | 28                                     | 32                                     | 33                                     | uit                                    |                                        |

### NederlandseSingle Top 100
| Hitnotering: 30-06-2012 t/m 01-12-2012 | Hitnotering: 30-06-2012 t/m 01-12-2012 | Hitnotering: 30-06-2012 t/m 01-12-2012 | Hitnotering: 30-06-2012 t/m 01-12-2012 | Hitnotering: 30-06-2012 t/m 01-12-2012 | Hitnotering: 30-06-2012 t/m 01-12-2012 | Hitnotering: 30-06-2012 t/m 01-12-2012 | Hitnotering: 30-06-2012 t/m 01-12-2012 | Hitnotering: 30-06-2012 t/m 01-12-2012 | Hitnotering: 30-06-2012 t/m 01-12-2012 | Hitnotering: 30-06-2012 t/m 01-12-2012 | Hitnotering: 30-06-2012 t/m 01-12-2012 | Hitnotering: 30-06-2012 t/m 01-12-2012 | Hitnotering: 30-06-2012 t/m 01-12-2012 | Hitnotering: 30-06-2012 t/m 01-12-2012 | Hitnotering: 30-06-2012 t/m 01-12-2012 | Hitnotering: 30-06-2012 t/m 01-12-2012 | Hitnotering: 30-06-2012 t/m 01-12-2012 | Hitnotering: 30-06-2012 t/m 01-12-2012 | Hitnotering: 30-06-2012 t/m 01-12-2012 | Hitnotering: 30-06-2012 t/m 01-12-2012 |
| Week:                                  | 1                                      | 2                                      | 3                                      | 4                                      | 5                                      | 6                                      | 7                                      | 8                                      | 9                                      | 10                                     | 11                                     | 12                                     | 13                                     | 14                                     | 15                                     | 16                                     | 17                                     | 18                                     | 19                                     | 20                                     |
| -------------------------------------- | -------------------------------------- | -------------------------------------- | -------------------------------------- | -------------------------------------- | -------------------------------------- | -------------------------------------- | -------------------------------------- | -------------------------------------- | -------------------------------------- | -------------------------------------- | -------------------------------------- | -------------------------------------- | -------------------------------------- | -------------------------------------- | -------------------------------------- | -------------------------------------- | -------------------------------------- | -------------------------------------- | -------------------------------------- | -------------------------------------- |
| Positie:                               | 55                                     | 47                                     | 43                                     | 40                                     | 34                                     | 23                                     | 28                                     | 31                                     | 36                                     | 35                                     | 26                                     | 29                                     | 41                                     | 42                                     | 31                                     | 32                                     | 31                                     | 29                                     | 30                                     | 39                                     |
| Week:                                  | 21                                     | 22                                     | 23                                     |                                        |                                        |                                        |                                        |                                        |                                        |                                        |                                        |                                        |                                        |                                        |                                        |                                        |                                        |                                        |                                        |                                        |
| Positie:                               | 45                                     | 75                                     | 98                                     | uit                                    |                                        |                                        |                                        |                                        |                                        |                                        |                                        |                                        |                                        |                                        |                                        |                                        |                                        |                                        |                                        |                                        |

### VlaamseUltratop 50
| Hitnotering: 01-09-2012 t/m 24-11-2012 | Hitnotering: 01-09-2012 t/m 24-11-2012 | Hitnotering: 01-09-2012 t/m 24-11-2012 | Hitnotering: 01-09-2012 t/m 24-11-2012 | Hitnotering: 01-09-2012 t/m 24-11-2012 | Hitnotering: 01-09-2012 t/m 24-11-2012 | Hitnotering: 01-09-2012 t/m 24-11-2012 | Hitnotering: 01-09-2012 t/m 24-11-2012 | Hitnotering: 01-09-2012 t/m 24-11-2012 | Hitnotering: 01-09-2012 t/m 24-11-2012 | Hitnotering: 01-09-2012 t/m 24-11-2012 | Hitnotering: 01-09-2012 t/m 24-11-2012 | Hitnotering: 01-09-2012 t/m 24-11-2012 | Hitnotering: 01-09-2012 t/m 24-11-2012 | Hitnotering: 01-09-2012 t/m 24-11-2012 |
| Week:                                  | 1                                      | 2                                      | 3                                      | 4                                      | 5                                      | 6                                      | 7                                      | 8                                      | 9                                      | 10                                     | 11                                     | 12                                     | 13                                     |                                        |
| -------------------------------------- | -------------------------------------- | -------------------------------------- | -------------------------------------- | -------------------------------------- | -------------------------------------- | -------------------------------------- | -------------------------------------- | -------------------------------------- | -------------------------------------- | -------------------------------------- | -------------------------------------- | -------------------------------------- | -------------------------------------- | -------------------------------------- |
| Positie:                               | 38                                     | 30                                     | 21                                     | 25                                     | 16                                     | 25                                     | 22                                     | 20                                     | 20                                     | 20                                     | 24                                     | 38                                     | 42                                     | uit                                    |